# スプリー・キラー
スプリー・キラー（英名：spree killer、「spree=浮れ騒ぎ、お祭り騒ぎ」）とは、短期間のうちに複数の場所で殺人を行った犯人のことである。

## 概要
アメリカ合衆国司法統計局では「二箇所以上の場所で（複数の）殺人を行い、それらの間隔に冷却期間がほとんどない」と定義している。大量殺人などを行う犯人を射殺あるいは拘束などしたのち、身辺捜査などを行う中で、別の事前の殺害事件が発覚、ないしは別の殺人事件の犯人と同定されるというケースが典型である。この場合スプリーキラーとして一連の犯罪として統計される。
大量殺人者 (mass murderer) や連続殺人者 (シリアルキラー、英: serial killer) との相違は、大量殺人は一か所で多数の人間を殺害することであり、連続殺人は殺人と殺人との間に冷却期間があるものを指す。連続殺人では被害者や殺害方法に共通点があることが多いが、スプリー殺人の場合にはそうとは限らない。また、連続殺人では一連の事件の間に数か月あるいは数年の期間が空くこともあるが、スプリー殺人の場合には犯行は数日ないし数週間のうちに行われる。このように連続殺人との境界があやふやなため、スプリーキラーという定義の存在意義を疑問視する声もある。政治的な意図を持った連続テロ事件とも異なる。また、銃の乱射事件と混同される場合もあるが、これもやはり全く異なる概念である。スプリー殺人の一環として銃の乱射を行うことはたびたびある。
日本の科学警察研究所では通り魔事件の犯行形態として、被害者数・発生場所・発生時間ともに単一の場合を「単発犯」、被害者数・発生場所が複数で発生時間が一連のものを「スプリー犯」、被害者数・発生場所が複数で異なる時間に犯行を繰り返すものを「連続犯」に分類している。
また、富山県警察本部刑事部科学捜査研究所では『犯行に冷却期間がなく、短時間に複数放火に及ぶこと』をスプリー放火と称している。
近年は研究者の中でこの分類を無用の混乱をもたらしているとして、「シリアルキラー」に統一される傾向にあり、実際にFBIなどはこの用語を使用しなくなっている。

## スプリー・キラーの主な事件
- 津山三十人殺し
- 禹範坤による事件
- カンポ・エリアス・デルガード事件
- 建国門事件
- モントリオール理工科大学虐殺事件
- ポートアーサー事件
- コロンバイン高校銃乱射事件